# أسامة السمني
أسامة السمني (ولد في 29 سبتمبر 1988م) في أوكيناوا إحدي المدن اليابانية، لاعب كرة قدم مصري من أم يابانية، لعب لناديي مونتيديو ياماغاتا وطوكيو فيردي اليابانيين وتبليسي التشيكي، في مركز الهجوم.

## مسيرته مع الأندية

### طوكيو فيردي الياباني
أسامة 180 سم و72 كجم لعب مع نادي طوكيو فيردي الياباني منذ فرق الشباب والناشئين وتدرج معه حتي وصل للفريق الأول عام 2007. كان السمني المهاجم الأساسي لكل فرق الناشئين والشباب بفيردي طوكيو، وساهم مع الفريق في إحراز بطولات عديدة منها الدوري والكأس الياباني للشباب والناشئين كان أخرها عام 2007 وكان هداف الفريق في البطولة وهداف المسابقة ككل.
شارك (أسامة) سنة 2005 في بطولة عالمية سنوية للشباب International Soccer Challenge Youth Cup 2005 أقيمت في أستراليا، وشاركت فيها فرق شباب أوروبية تحت 20 سنة مثل أي سي ميلان الإيطالي وبرشلونة الإسباني واستون فيلا الإنجليزي ودينامو زغرب الكرواتي. وسجل السمني هدفًا في مرمى أستون فيلا الإنجليزي في مباراة انتهت بهزيمة فريقه 4-1، ثم لعب ضد الميلان المباراة كاملة وانتهت بالتعادل بهدفين لكل فريق.
أسامة السمني كان على وشك الانضمام لنادي بلنسيس البرتغالي في منتصف شهر يناير، إلا أن الصفقة تعثرت بسبب رغبة النادي في ضم اللاعب لصفوف الشباب حسب تقارير برتغالية. وهو الأمر الذي يرفضه المهاجم المصري الذي سبق له التألق في المراحل السنية المختلفة باليابان حتى تصعيده للفريق الأول عام 2007.

### تبليسي التشيكي
أعلن نادي تبليسي التشيكي تعاقده مع المهاجم أسامة السمني لمدة عامين ونصف في 10 فبراير 2009 . وأشاد الموقع الرسمي للنادي بالمهاجم المصري قائلا أنه يستطيع اللعب في جميع مراكز خط الهجوم سواء كمهاجم صريح في طريقة 4-4-2 أو كجناح أيمن في طريقة 4-3-3 أو كمهاجم متأخر في طريقة 4-3-2-1. كانت المشاركة الرسمية الأولى لأسامة مع فريقه الجديد ضد نادي بلزن التشيكي في 8 مارس 2009 عندما حل بديلاً في الدقيقة 69 وفريقه كان حينئذ متقدم بهدفين نظيفين. ترك السمني بصمته في أول مشاركه له مع الفريق فصنع هدف فريقه الثالث من أول لمسة للكرة فور نزوله. فاز السمني مع ناديه ببطولة كأس التشيك 2009 وتأهل الفريق إلى الدوري الأوروبي.
سجل أسامة السمني أول أهدافه بقميص تيبليسي التشيكي في مرمى أوستي ضمن مباريات الدور الأول لكأس التشيك في اللقاء الذي انتهى بفوز تيبليسي بأربعة أهداف لهدف، وذلك في 3 سبتمبر 2009. وبدأ السمني اللقاء على مقاعد البدلاء، وشارك كبديل في الدقيقة 84 ليسجل هدف فريقه الرابع عقب مشاركته بدقيقتين فقط. بنهاية يناير 2010، أي بعد مرور عام على انضمامه للفريق، كان أسامة قد سجل سبعة أهداف في دوري الرديف لفريق تبليتسي ب، وهدفًا واحدًا رسميًا بقميص الفريق الأول. في يونيو 2010 فسخ السمني العقد بالتراضي مع النادي التشيكي.

### ياماغاتا الياباني
انضم أسامة السمني في يناير 2011 لنادي مونتيديو ياماغاتا الياباني لمدة موسم.

## مسيرته مع المنتخبات
يحمل السمني الجنسية المصرية، إذ يتيح له القانون الياباني التخلي عن المصرية عند بلوغ الثانية والعشرين وهو ما لا ينويه اللاعب.
حاول والد اللاعب أكثر من مرة خلال السنوات الأربع الماضية.. تعريف وتقديم ابنه إلى مسئولي اللعبة في مصر لكي ينضم للمنتخبات المصرية للناشئين والشباب، لكنه فشل في ذلك تماما ولم يلق تعاونا من أي مسئول بمصر. ما أدي لانضمام اللاعب عام 2006 حينما كان الهداف الأول لبطولات الشباب اليابانية.. لمنتخب شباب اليابان والمشاركة معه في بعض البطولات الودية.
كشف السمني عن سعادته بأداء المنتخب المصري في كأس القارات 2009، لا سيما أمام البرازيل وإيطاليا. وقال «الفوز على إيطاليا جعلني فخورًا»، معربًا عن أمله في وصول مصر إلى كأس العالم 2010 بجنوب أفريقيا مثلما تأهل المنتخب الياباني. «أعتقد أن المنتخب المصري يستحق التأهل.. فهو أقوى من نظيره الياباني، ويملك العديد من النجوم». وأبدى السمني اعجابًا خاصًا بأداء المهاجم محمد زيدان في البطولة «بالنسبة لي، زيدان دائمًا هو الأفضل».

## حياته الشخصية
أسامة من أب مصري وأم يابانية.. الأب وهو «إبراهيم السمني» مقيم باليابان منذ سنوات طويلة ويعمل حاليًا محاضر للثقافة العربية في جامعة اوكيناوا. وهو لاعب كرة قدم سابق في مصر لنادي «السكة الحديد» في السبعينات والثمانينات.. وزامل نجوم مصرية كروية كبيرة مثل محمود الخطيب وفاروق جعفر في منتخب مصر للجامعات قبل أن يترك الكرة مبكرا للإصابة ويعتزل في سن الثالثة والعشرين.
الجد هو علي حسن السمني كان أستاذا جامعيا في كلية الآداب بجامعة عين شمس، وتم إرساله في الستينات تقريباً إلي اليابان لينشر الإسلام فيها ويوضح صورته في المجتمع الياباني فكان له فضل كبير بالفعل في دخول الدين الإسلامي لليابان، كما قام بتدريس وتعليم القرأن واللغة العربية في العديد من الجامعات اليابانية. ومن ثم استقر عدد كبير من أفراد العائلة ومنهم ابنه «والد أسامة» هناك باليابان، وعمة اللاعب «كريمة السمني» من أشهر مذيعي الراديو الياباني ولها برامج عديدة بالراديو الوطني الياباني تعلم فيها اللغة العربية وتتحدث للشعب الياباني عن الثقافة العربية.
أسامة في أوج تألقه عام 2007 كان النجم والبطل الشاب الرياضي الأول في اليابان للتسويق والإعلان لمنتجات وشركات ملابس رياضية عالمية كبري باليابان مثل نايكي.

## روابط خارجية
- أسامة السمني على موقع رابطة كرة القدم اليابانية للمحترفين (اليابانية)
- أسامة السمني على موقع قاعدة بيانات كرة القدم.إي يو (الإنجليزية)
- أسامة السمني على موقع Soccerway.com (الإنجليزية)